# Nieuwendammerdijk 285
Aan de Nieuwendammerdijk 283-285 in het Amsterdamse Nieuwendam, staat een houten huis met dito halsgevel. Het pand is beschermd als rijksmonument en is eigendom van Vereniging Hendrick de Keyser.

## Geschiedenis
Precieze datering van het houten voorhuis is door de gebruikte constructie, die vanaf de late 16e eeuw tot in de 19e eeuw werd gebouwd, lastig. De vorm van de voorgevel maakt datering daarvan wel mogelijk, die duidt op de periode rond 1750.
Het pand werd in de tweede helft van de 19e eeuw bewoond door notarissen, maar mogelijk daarvoor ook al. Een van de notarissen waarvan bekend is dat hij er gewoond heeft, was Pieter Schellinger. Schellinger had ook het pand Leeteinde 12 te Broek in Waterland in eigendom. Ook dat pand is in eigendom van Vereniging Hendrick de Keyser. Na Schellinger was notaris Theodorus van Veersen eigenaar van het pand, hij liet de aanbouw aan de achterzijde bouwen in 1877. Echter, op de eerste kadastrale tekening uit 1832 is een achterbouw van dezelfde afmetingen ingetekend. Dit zou kunnen betekenen dat originele aanbouw van hout was en in 1877 versteend werd. Een gevelsteen in de aanbouw herdenkt de bouw hiervan. Bij deze verbouwing werd zeer waarschijnlijk ook de voorgevel in details, zoals de voordeur, gewijzigd.
Een andere verbouwing heeft omstreeks 1920 plaats gevonden. Bij deze verbouwing zijn onder andere de schoorsteenmantel in de voorkamer en de deuren en deurkozijnen in de gang van het voorhuis gewijzigd.
Het pand is sinds 1959 eigendom van Vereniging Hendrick de Keyser. De vereniging liet in 1987 de twee bouwdelen bouwkundig van elkaar splitsen, zodat er twee zelfstandige woningen ontstonden.
Verschillende onderdelen van het pand zijn in de loop der jaren gewijzigd. Zo was er een interne verbinding tussen de achterkamer en de ruimte er beneden. Ook hadden die beide ruimtes een stookplaats die op dezelfde schoorsteen aangesloten zaten.

### Bewonersgeschiedenis
Een deel van de bewonersgeschiedenis is bekend, doordat het vooral notarissen betreft. Hieronder een overzicht:

1848-1866: Pieter Schellinger

1866-1895: Theodorus van Veersen

1895-1910: A.C. ter Meulen

1910-1929: A.J. Berman

## Exterieur
Het voorhuis is opgetrokken uit hout, met een gemetselde voet. De houten topgevel, welke door het in- en uitzwenken gevormd is als een klokgevel, bestaat uit rabatdelen. De gevel is vermoedelijk uit de 19e eeuw, de pui en het fries zijn in empirestijl.
De linker zijgevel is ter hoogte van de achterkamer voorzien van een venster en een eigen deur, waardoor deze ruimte een eigen entree heeft.
De uitbouw is, op de rechter zijgevel na, van steen en staat dwars op de originele houtbouw. De rechter zijgevel is opgetrokken uit houten gepotdekselde planken. De verdieping ligt op bijna gelijke hoogte met de begane grond van het voorhuis, maar is er niet mee verbonden. De achtergevel van de aanbouw kent in totaal acht vensters, die gegroepeerd zijn in vier vensters links en vier rechts. Elke bouwlaag heeft twee vensters aan elke kant. De vensters zijn allemaal gevormd als T-vensters met een getoogd bovenlicht.

## Interieur
Het pand bestaat uit twee woningen: Nieuwendammerdijk 283 en 285. 283 beslaat de kelder van het voorhuis met het gehele achterhuis. 285 beschikt over de begane grond van het voorhuis en de zolderverdieping waar slaapkamers in zijn aangebracht.
De plattegrond van de woning is T-vormig doordat het originele woonhuis dieper is dan breed en daar een bredere uitbouw tegenaan is gebouwd. Het pand is 10,5 meter diep en aan de voorzijde 6,5 meter breed. De uitbouw is 4 meter diep en 10,5 meter breed. Het pand is een zogenaamde dijkwoning, hierdoor ligt de begane grond gelijk met de dijk en de voet ligt onderaan de dijk. Door deze hoge voet ontstaat een extra ruimte onder de woning die tot de voet van de dijk gaat.
Het voorhuis is op de begane grond verdeeld in een voor- en achterkamer, van elk 3 vakken. De balken bestaan uit een tussenbalkgebint. De korbelen zijn echter verwijderd.
De ruimte onder de achterkamer was mogelijk de originele keuken en had daarom een eigen ingang. Deze ingang was mogelijk de daagse ingang, waar de bewoners en het personeel dus het huis betraden. De ingang op dijkniveau was dan de ingang om belangrijk bezoek te ontvangen. Via een trapje was de keuken verbonden met de achterkamer op de begane grond.
In de aanbouw heeft het linker vertrek op de verdieping een gestuct plafond. Deze ruimte is ook voorzien van een marmeren schoorsteenmantel. Dit was mogelijk het kantoor van de notarissen. Het vertrek aan de andere zijde deed mogelijk dienst als slaapkamer.

## Afbeeldingen 2021

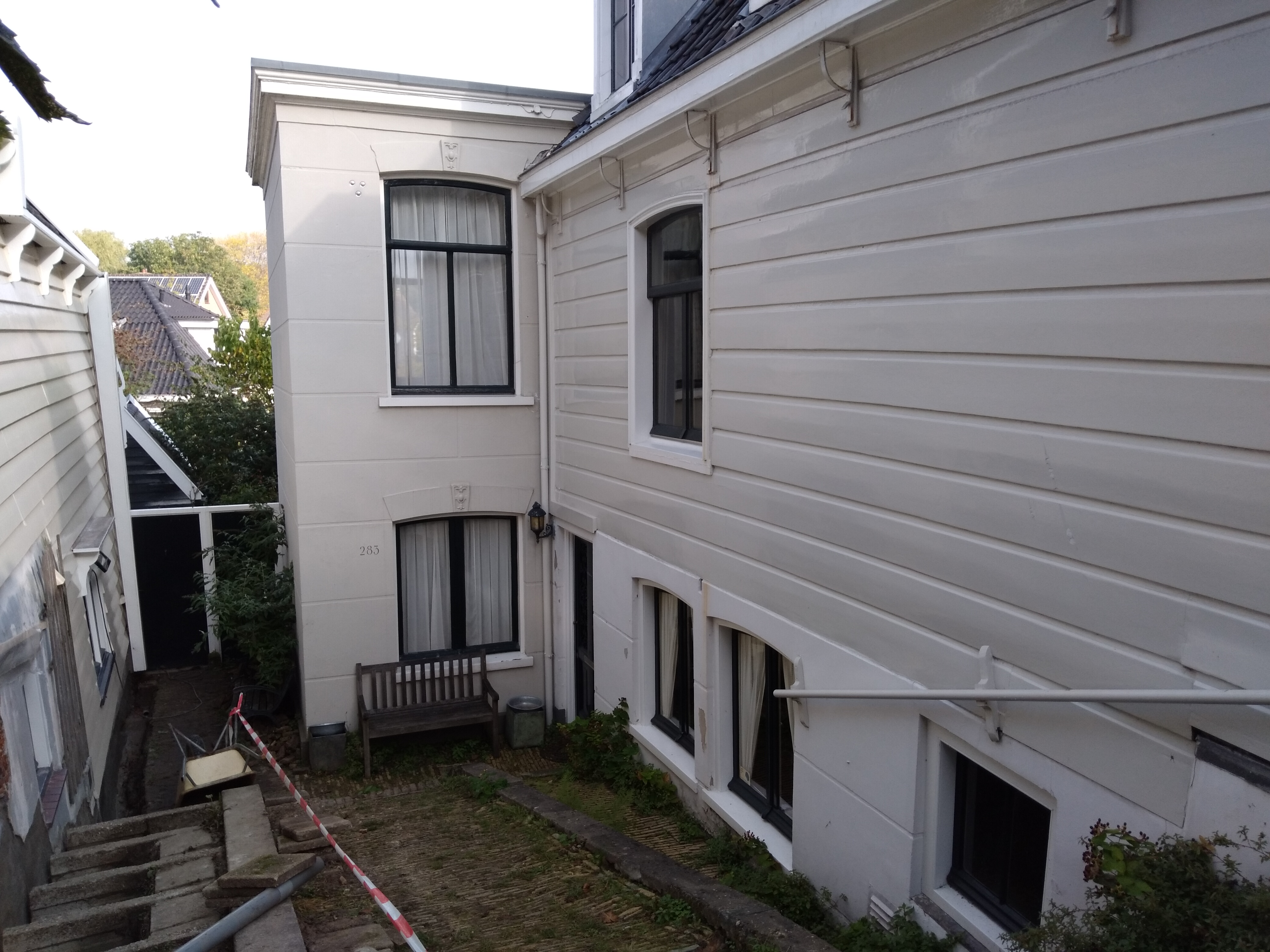
Nieuwendammerdijk 283, gezien vanaf de dijk
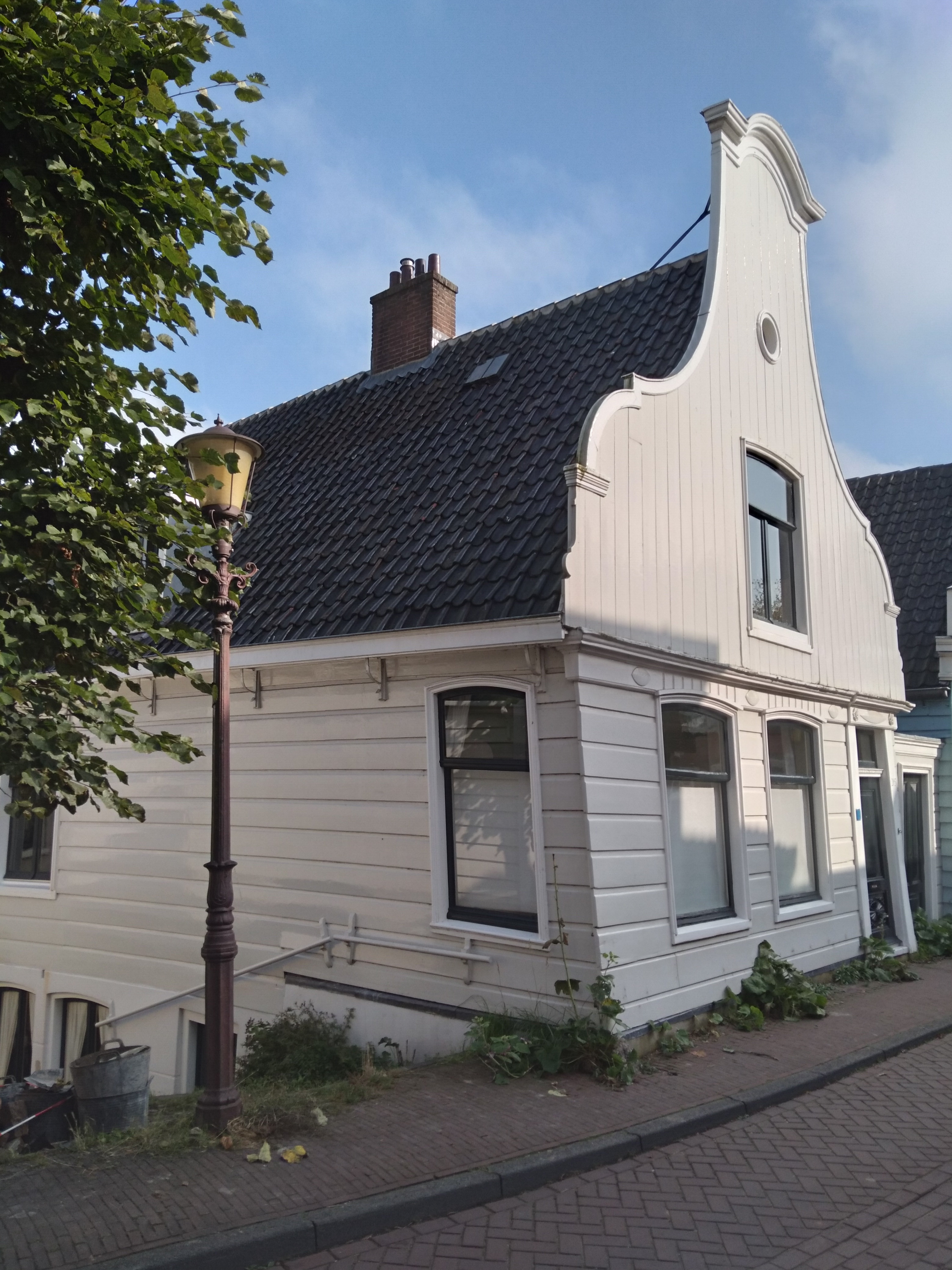
Nieuwendammerdijk 285, gezien vanaf de dijk
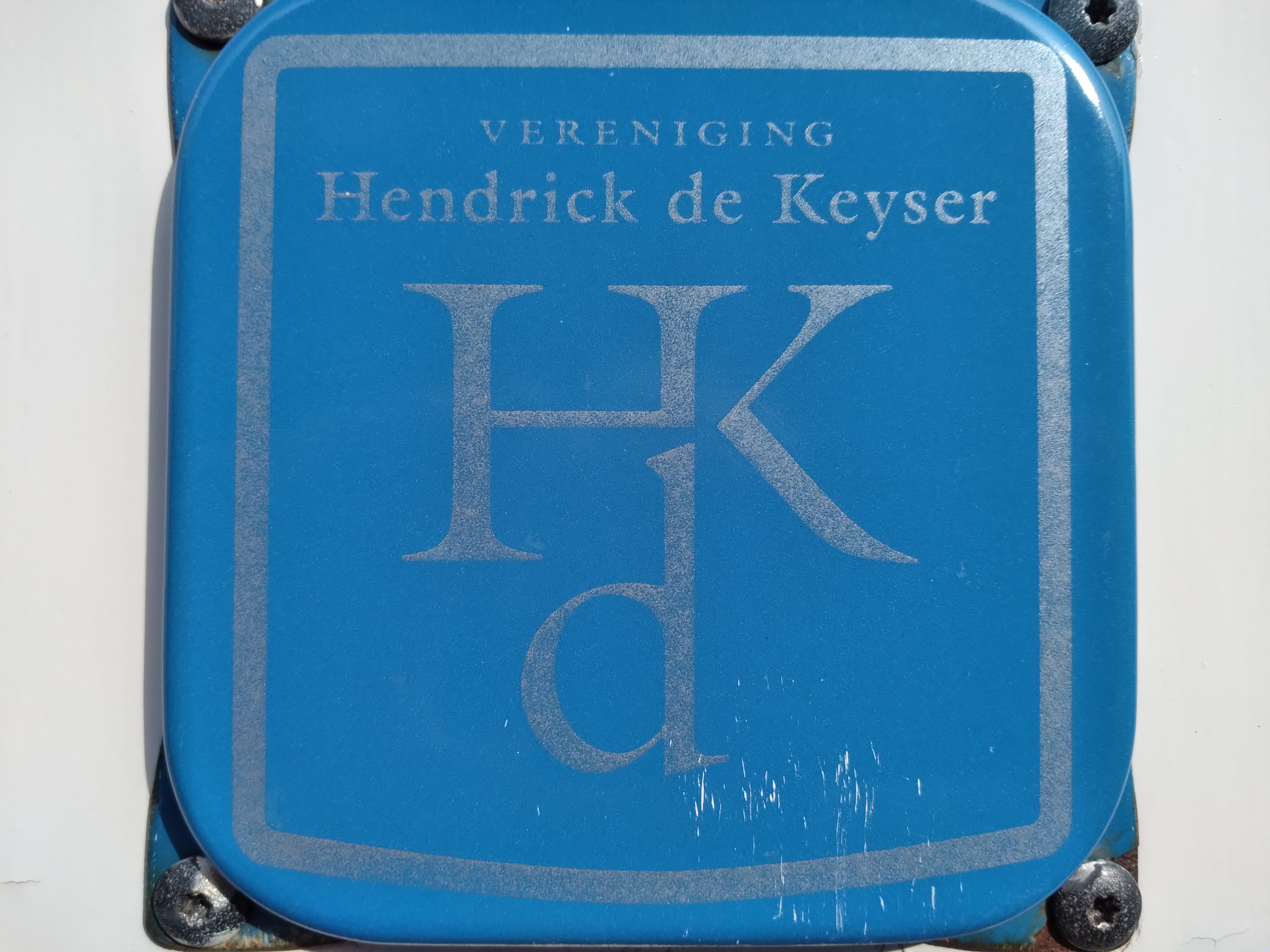
Vignet Hendrick de Keyser